# سیارک ۱۱۵۳۱۲
سیارک ۱۱۵۳۱۲ (به انگلیسی: 115312 Whither، نامگذاری:2003SP215) صد و پانزده هزار و سیصد و دوازدهمین سیارک کشف شده‌است که در ۱۹ سپتامبر ۲۰۰۳ کشف شد.